# 神沢 (名古屋市)
神沢（かみさわ）は、愛知県名古屋市緑区の地名。現行行政地名は神沢一丁目から神沢三丁目。住居表示未実施。

## 地理
名古屋市緑区北部に位置し、東は鳴海町（字黒石）・鳴丘一〜二丁目、西は相川二〜三丁目・篠の風二〜三丁目、南は滝ノ水二丁目、北は桃山三〜四丁目に接する。

## 歴史

### 町名の由来
鳴海町の小字名「神沢」および名古屋市立神沢中学校の名による。字名「神沢」は、神領田のある沢であることに由来すると言われている。

### 沿革
- 1981年（昭和56年）5月17日 - 緑区鳴海町の一部より、同区神沢一～三丁目が成立[1]。
- 1986年（昭和61年）12月14日 - 鳴海町の一部を一丁目へ編入[1]。

## 世帯数と人口
2019年（平成31年）3月1日現在の世帯数と人口は以下の通りである。
| 丁目       | 世帯数    | 人口    |
| ---------- | --------- | ------- |
| 神沢一丁目 | 592世帯   | 1,406人 |
| 神沢二丁目 | 578世帯   | 1,380人 |
| 神沢三丁目 | 659世帯   | 1,582人 |
| 計         | 1,829世帯 | 4,368人 |

### 人口の変遷
国勢調査による人口の推移
| 1995年（平成7年）  | 3,932人 | [ 9 ]  |  |
| 2000年（平成12年） | 4,162人 | [ 10 ] |  |
| 2005年（平成17年） | 4,268人 | [ 11 ] |  |
| 2010年（平成22年） | 4,217人 | [ 12 ] |  |
| 2015年（平成27年） | 4,297人 | [ 13 ] |  |

## 学区
市立小・中学校に通う場合、学校等は以下の通りとなる。また、公立高等学校に通う場合の学区は以下の通りとなる。なお、小学校は学校選択制度を導入しておらず、番毎で各学校に指定されている。
| 丁目       | 小学校                                    | 中学校                 | 高等学校 |
| ---------- | ----------------------------------------- | ---------------------- | -------- |
| 神沢一丁目 | 名古屋市立桃山小学校                      | 名古屋市立神沢中学校   | 尾張学区 |
| 神沢二丁目 | 名古屋市立戸笠小学校 名古屋市立桃山小学校 | 名古屋市立神沢中学校   | 尾張学区 |
| 神沢三丁目 | 名古屋市立滝ノ水小学校                    | 名古屋市立滝ノ水中学校 | 尾張学区 |

## 施設
- 名古屋市立神沢中学校
- タチヤ緑神沢店

## 交通

### 鉄道
- 名古屋市営地下鉄桜通線 神沢駅

### 道路
- 名古屋市道東海橋線（東海通）

## その他

### 日本郵便
- 郵便番号 : 458-0014[4]（集配局：緑郵便局[16]）。